# LG Corporation
LG Corporation KRX: 003550

(koreansk: LG 법인) er et sydkoreansk virksomhedskonglomerat (chaebol). Det er blandt de største konglomerater i Sydkorea. Virksomheden har hovedsæde i LG Twin Towers building i Seoul. LG fremstiller især elektronik, kemikalier og telekommunikation. De største datterselskaber er i kronologisk rækkefølge LG Electronics, LG Display og LG Chem. Firmaet er repræsenteret i mere end 80 lande.
LG-gruppens grundlægger Koo In-Hwoi grundlagde Lak-Hui Kemiske Industrier i 1947. I 1952 blev Lak-Hui det første koreanske firma, der gik ind i plasticindustrien. Efterhånden som firmaet ekspanderede indenfor plastikindustrien, etablerede man i 1958
datterselskabet GoldStar Co., det nuværende LG Electronics Inc. I 1959 producerer Goldstar den første radio i Korea.

## LG i Danmark
I Danmark koncentrerer LG sig om salg af:
1. TV/Audio/Video
2. Mobiltelefoner
3. Hvidevarer
4. Computerprodukter
5. Business Solutions

## Kritik
I Australien har LG haft problemer med uoverensstemmelse mellem energimærkningen og det faktiske el-forbrug på visse af deres elektronikprodukter. I flere tilfælde har LG måttet udbetale kompensation til kunder.
LG er blevet kritiseret for, at virksomhedens produkt "Smart TV" indsamler information om brugerens tv-vaner og videresendelse den til LG's servere.